# Ketikoti
Ketikoti (Aussprache: ˈkɪti ˈkɔti), auch Keti-koti oder Keti Koti geschrieben, ist ein Feiertag surinamischen Ursprungs, der jährlich am 1. Juli begangen wird und an die Abschaffung der Sklaverei erinnert. Der Name kommt aus dem Sranantongo und bedeutet ‚zerbrochene Ketten‘.  Ketikoti wird auch in den Niederlanden gefeiert. Auf Saba, Sint Eustatius und Sint Maarten heißt dieser Feiertag Emancipation Day.

## Abschaffung der Sklaverei
Am 1. Juli 1863 schaffte das Königreich der Niederlande mit dem Emanzipationsgesetz die Sklaverei in Suriname und den Niederländischen Antillen ab. Über 45.000 ursprünglich afrikanische Sklaven wurden zu diesem Zeitpunkt befreit, davon 34.441 Sklaven in Suriname. Die Sklavenhalter wurden mit 300 Gulden pro Sklave entschädigt, die Freigelassenen selbst erhielten jedoch nichts und mussten noch zehn Jahre lang auf Vertragsbasis in Suriname arbeiten, manchmal unter denselben miserablen Bedingungen. Aus diesem Grund entschied Ministerpräsident Mark Rutte der Abschaffung der Sklaverei 2023, 150 Jahre nach 1873, groß zu gedenken. Am 1. Juli 2023 bat König Willem-Alexander um Verzeihung für die Beteiligung der Niederlande an der Sklaverei.

## Ketikoti in Suriname
Bereits 1943, während des Zweiten Weltkriegs wurde der 1. Juli in Suriname offen gefeiert (die Niederlande waren 1940–1945 von den Deutschen besetzt, nicht aber die Kolonie Suriname).
Am 1. Juli 1955 wurde 'Ketikoti' unter Premierminister Johan Ferrier zu einem offiziellen surinamischen Feiertag (arbeitsfreier Tag).
Offiziell wird dieser Tag als 'Freedom Day' bezeichnet. Inoffiziell wird der Feiertag auch Ketikoti genannt.
Anlässlich des 100. Jahrestages der Abschaffung der Sklaverei wurde am 1. Juli 1963 in Paramaribo die Kwakoe-Statue enthüllt. Die Statue stellt einen entlaufenen und wieder eingefangenen Sklaven dar, der zum Symbol für den Kampf um Freiheit wurde. Bei den ghanaischen Akan, den Vorfahren vieler Sklaven, ist es üblich, dass Kinder den Akan-Vornamen des Tages tragen, an dem sie geboren werden, z. B. Kwasi für ein Kind, das am Sonntag geboren wird. Da der 1. Juli 1863 auf einen Mittwoch fiel, wurde die Statue Kwakoe genannt., denn vor allem männliche Nachkommen, die mittwochs geboren wurden, erhielten den Namen Kwakoe.
Ketikoti ist ein Fest für alle Einwohner, nicht nur für die Nachkommen der Sklaven. Teil der Feierlichkeiten ist Bigi Spikri (Sranantongo für: „großer Spiegel“), ein farbenfroher Umzug in festlicher und oft traditioneller Kleidung, wobei die Frauen oft kleine weiße Sonnenschirme tragen.

## Ketikoti in den Niederlanden
Seit der Jahrtausendwende wird Ketikoti auch in mehreren Städten der Niederlande gefeiert, vor allem von Afro-Surinamesen und Afro-Antilanern.
Seit 2009 wird im Oosterpark in Amsterdam ein Gedenken an die Sklaverei und das Ende der Sklaverei organisiert. In diesem Park befindet sich seit dem 1. Juli 2002 das Nationale Denkmal für die Geschichte der Sklaverei. 2013 erhielt auch Rotterdam ein Sklaverei-Denkmal. Es wurde im Lloyd-Viertel am Ufer der Nieuwe Maas aufgestellt, an der Stelle, wo einst viele Sklavenhändler mit ihren Schiffen nach Afrika aufbrachen. Inzwischen sind mehrere Städte diesem Beispiel gefolgt.
Das Nationale Institut für die Geschichte und das Erbe der Sklaverei in den Niederlanden (NiNsee) organisiert jedes Jahr im Juni ein Programm rund um Ketikoti, darunter die Keti-Koti-Vorlesung. Bei der Vorlesung im Jahr 2020 sprach der Historiker Karwan Fatah-Black über die haitianische Revolution von 1791, die zahlreiche andere Sklavenkolonien zu Aufständen inspirierte, wie etwa den Sklavenaufstand auf Curaçao im Jahr 1795. Letzterem wird in den Niederlanden wenig Aufmerksamkeit geschenkt.
Am 1. Juli 2021 entschuldigt sich Amsterdams Bürgermeisterin Femke Halsema offiziell „für die wichtige Rolle, die diese Stadt und ihre Verwalter beim Menschenhandel gespielt haben“. Am selben Tag übergibt der Beratende Ausschuss der Dialoggruppe zur Sklaverei-Vergangenheit der Ministerin für Inneres und Königreichsbeziehungen Kajsa Ollongren den Bericht Chains of the Past. Darin wird die Regierung aufgefordert, den 1. Juli als neuen Feiertag einzuführen.
An Ketikoti wird oft Herheri (auch Heriheri oder Heri Heri genannt) gegessen, ein surinamisches Eintopfgericht aus gemahlenen Früchten wie Maniok und Süßkartoffeln mit Ei, Kochbananen und Bakkeljauw (getrockneter und gesalzener Kabeljau).  Das Gericht stammt aus der Essenszubereitungstradition der Afro-Surinamer, die ihren Ursprung in der Sklaverei hat. Seit 2020 wird jährlich an Ketikoti an verschiedenen Orten in den Niederlanden kostenloses Herheri von Free Heri Heri verteilt.